# Timor Wschodni na Letnich Igrzyskach Olimpijskich 2008
Timor Wschodni na Letnich Igrzyskach Olimpijskich 2008 reprezentowało 2 zawodników – 1 mężczyzna i 1 kobieta.
Był to drugi start Timoru Wschodniego na igrzyskach jako niepodległego państwa.
Chorążym ekipy była maratonka Mariana Dias Ximenez. Podczas ceremonii otwarcia timorska delegacja składająca się z sześciu osób (dwoje sportowców i czterech oficjeli) prezentowała się jako 48. wśród 204 krajowych delegacji olimpijskich.

## Przygotowania
Krajowy Komitet Olimpijski do Pekinu wysłał tylko dwoje maratończyków. Jak przyznał jego prezydent, João Carrascalão, sport nie jest sprawą nadrzędną dla timorskiego rządu, dlatego uzyskanie kwalifikacji olimpijskiej przy minimalnych nakładach jest wręcz niemożliwe. Celem biegaczy podczas igrzysk w stolicy Chin było zdobycie doświadczenia poprzez ukończenie biegu maratońskiego.
Wydatki rządowe na rozwój sportu w kraju są tak małe, że Komitet Olimpijski musiał szukać zagranicznych sponsorów w celu uzyskania funduszy na wyjazd do Pekinu.

## Wyniki

### lekkoatletyka
17 sierpnia 2008 roku Mariana Dias Ximenez stanęła na starcie maratonu kobiet razem z 80 innymi biegaczkami. Ximenez została sklasyfikowana na pięciu pierwszych pomiarach czasu; z trasy zeszła między 21. a 25. kilometrem jako piąta zawodniczka. Wygrała Rumunka Constantina Tomescu.
Maraton mężczyzn z udziałem Augusto Soaresa odbył się 24 sierpnia 2008. Timorczyk nie rozpoczął biegu. Wygrał Kenijczyk Samuel Wanjiru